# Rumplestiltskin (personnage)
Pour le conte des frères Grimm, voir Nain Tracassin.
Rumplestiltskin (en allemand, Rumpelstilzchen, aussi appelé en français Tracassin, ou encore Oustroupistache) est un personnage de fiction popularisé par les frères Grimm dans leur conte Rumpelstilzchen publié en 1812.

## Origines
Dans le folklore germanique médiéval, le Rumpelstilz  ou Rumpelstilzchen était une créature surnaturelle, comparable au gobelin, au kobold ou aux esprits bruyants. 
Selon le chercheur Hans-Jörg Uther, la première mention littéraire connue du personnage daterait d'environ 1577, avec le personnage nommé Rumpelstilzchen dans le conte Gargantua, libre adaptation de Gargantua et Pantagruel  de François Rabelais par l'écrivain germanique Johann Fischart (1546-1591). Le nom serait ensuite passé dans le vocabulaire populaire allemand.

## Rumpelstilzchen

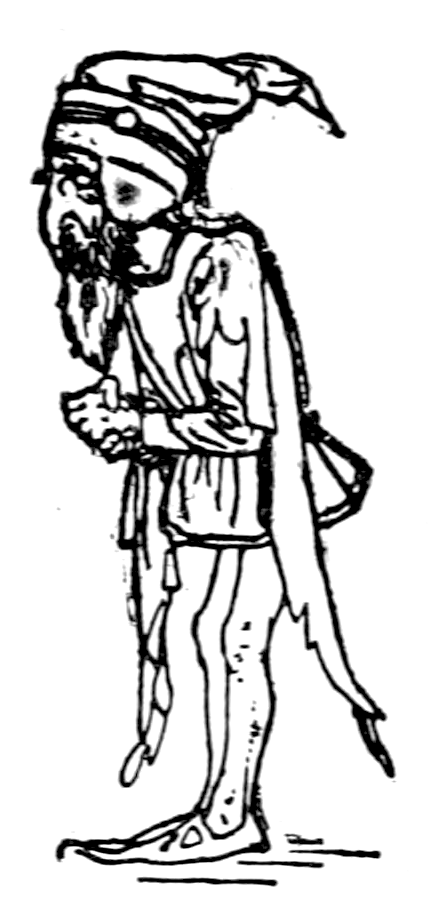
Illustration tirée d'un livre de contes de fées

Le personnage doit sa notoriété actuelle au conte des frères Grimm,
Rumpelstilzchen, publié en 1812 dans le premier volume des Contes de l'enfance et du foyer (Kinder- und Hausmärchen).
Dans certaines versions françaises, le nain est nommé Rumplestiltskin (nom retenu dans les versions anglophones) mais également Bibamboulor, Bimbamboulor, Barbichu, Grigrigredinmenufretin, Oustroupistache, Gargouilligouilla, Broumpristoche, Ricouquet, Mirlikovir, Myrmidon, Tom-Tit-Tot ou encore Vircocolire.

## Once upon a Time
Rumplestiltskin est un des personnages principaux de la série télévisée Once Upon a Time, créée en 2011. En tant qu'immortel capable de changer la paille en or, il gagne de multiples aspects et alias au fur et à mesure que la série progresse, notamment : le Ténébreux (Forêt enchantée), M. Gold (Storybrooke), Détective Weaver (Hyperion Heights).

## Autres apparitions

### Cinéma
- Rumplestiltskin (1995), film d’horreur américain de Mark Jones, où Rumplestiltskin se retrouve aux États-Unis à l'époque contemporaine.
- Dans le film d’animation Shrek le troisième (2007), Rumplestiltskin est à la taverne avec les autres méchants de contes de fées. Le Prince charmant l’interpelle, mais se trompe sur son nom. Dans Shrek 4 (2010), Rumplestiltskin est le principal antagoniste.
- Dans le film d’animation Cendrillon et le Prince (pas trop) charmant (2007), Rumplestiltskin, qui ressemble plus à un gobelin, est le serviteur de la belle-mère de Cendrillon.
- Dans le film vidéo Avengers Grimm (2015) et sa suite Avengers Grimm: Time Wars (2018), des héros de contes luttent contre Rumplestiltskin, qui veut prendre le contrôle du monde.

### Télévision
- Dans la série d'animation Simsala Grimm, saison 1, épisode 12.
- Dans la mini-série Le Dixième Royaume, Anthony accepte un défi visant à deviner le nom du bucheron, connaissant les contes de Grimm il le nomme Rumple le rouquin, cependant le bucheron s'appelait en réalité Juliette.
- Dans la série Star Trek : Deep space nine, un épisode met en scène un extraterrestre qui a pris la forme de Rumplestiltskin pour interagir avec les membres de la station (« Avec des “si” », saison 1, épisode 16).
- Dans la série de téléfilms Märchenperlen, adaptant pour la plupart des contes des frères Grimm, l'épisode Les Contes de Grimm : Le Nain Tracassin .
- Dans la série Winx Club, lors de la saison 6, Rumplestiltskin est un personnage du monde du Legendarium. Il s'empare de la voix de Musa qu'il accepte d'échanger contre la clé du Legendarium.
- Dans la série d'animation Courage, le chien froussard épisode « Kilt ou double » (saison 4), Courage fait deviner le nom de Rumpelstilzchen à Muriel.
- Dans la série Grimm saison 2, l'épisode 16 est basé sur la légende de Rumplestiltskin. Ce dernier tuant sans état d'âme en répétant toujours la même question « Quel est mon nom ? »

### Livre audio
- Tracassin, (2020), livre audio de Camille Boureau. Traduit d'après le conte de Grimm et sous titré en allemand du texte original. Publié à l'origine sur youtube...

### Jeux vidéo
- Dans le jeu vidéo King's Quest: Quest for the Crown, Graham rencontre Rumplestiltskin et ce dernier lui propose de l’aider s’il peut deviner son nom, en lui donnant trois chances.
- Dans le jeu vidéo Paper Mario : La Porte Millénaire, un personnage antagoniste se nomme Rumpel. Le joueur devra deviner son nom afin de continuer dans l'histoire.

### Romans
- Dans L'Analyste, roman policier de John Katzenbach, Rumplestiltskin est le surnom porté par le maître-chanteur du personnage principal.
- Le roman Un monde sans rêves de Nicola Morgan fait une allusion à ce conte, lorsqu'un hologramme fait deviner son nom aux personnages, la réponse étant « Rumplestiltskin ».
- Deux personnages lui sont comparés à plusieurs reprises dans le roman de Stephen King "Conte de Fées", Albin Michel, 20223 / "Fairy Tale", Scribner, 2022.
- Dans la collection « Les contes interdits » Rumpelstiltskin de Maude Rückstühl sorti en 2020 , l’histoire d’une femme suivi par l’abominable lutin depuis sa naissance essaie de sauver ses jumelles de cet esprit maléfique et fatal.
- Dans le volume "l'empreinte de la fumée" de Patricia Briggs, (série des Mercy Thompson)

### Bandes dessinées
- Rumplestiltskin a largement inspiré Eric Powell pour son personnage du Prêtre Zombie dans la bande dessinée The Goon.
- Dans l'univers de Superman, Mr Mxyztplk est inspiré de Rumplestiltskin[réf. nécessaire].

### Divers
- Dans le parc d’attractions Efteling, le visiteur peut y rencontrer Rumplestiltskin chez lui dans le Bois des Contes.
- L'astéroïde (1773) Rumpelstilz, découvert en 1968, est nommé en l'honneur de Rumplestiltskin[1].